# ジブラルタル号の出帆
『ジブラルタル号の出帆』（ジブラルタルごうのたびだち、Rocket Gibraltar）は、ダニエル・ペトリ監督による、バート・ランカスター、スージー・エイミス、パトリシア・クラークソン、フランセス・コンロイ、シニード・キューザック、ジョン・グローヴァー、ビル・プルマン、ケヴィン・スペイシー出演、そしてマコーレー・カルキンが映画デビューした1988年のアメリカ合衆国のドラマ映画。

## プロット
リーヴァイ・ロックウェルは引退した独り者のハリウッド脚本家で家長。77歳の誕生日にロングアイランドの邸宅で家族全員と再会するが、個人的かつ社会的な問題が山積している。4人の子供たち、息子のロロ、娘のルビー、ローズ、アギーが、配偶者や子供たちと一緒に、リーヴァイの77歳の誕生日のお祝いを手伝いにやって来る。家族たちとの再会の過程で、リーヴァイは一番下の孫である4歳のブルーと親しくなっていく。ある日の午後、ブルーは祖父にレモネードを持っていく。ブルーはスケールモデルの船を見て、リーヴァイはそれがヴァイキング船だと説明する。その日の夕方、ブルーと年上のいとこたちは、祖父の77歳の誕生日に何を贈ろうかと話し合う。自転車に乗っていると、ブルーといとこたちは背の高い草むらにボートを見つける。彼らは、祖父への誕生日プレゼントとしてそれを修復することにする。
リーヴァイの健康状態が悪化し始め、彼は自身の死後にヴァイキングの葬式をしてほしいと感傷的に要望する。成人した子供たちがそれぞれの悩みに悩まされている中、7人の孫たちはリーヴァイの最後の願いを叶えるために動き出す。

## キャスト
- リーヴァイ・ロックウェル：バート・ランカスター
- ロロ・ロックウェル：ジョン・グローヴァー
- アマンダ・"ビリー"・ロックウェル：シニード・キューザック
- ルビー・ハンソン：フランセス・コンロイ
- ドウェイン・ハンソン：ケヴィン・スペイシー
- ローズ・ブラック：パトリシア・クラークソン
- クロウ・ブラック：ビル・プルマン
- アギー・ロックウェル：スージー・エイミス
- ジェシカ・ハンソン：サラ・ルー
- ドーン・ブラック：アンジェラ・ゴーサルズ
- サイ・ブルー・ブラック：マコーレー・カルキン
- ムシュー・アンリ：デヴィッド・ハイド・ピアース